# Jitsi
Jitsi (колишній SIP Communicator) — комунікаційний клієнт, що підтримує здійснення голосових викликів, відеодзвінків і обмін миттєвими повідомленнями.  Підтримується досить великий набір протоколів, включно з SIP, XMPP/Jabber, AIM/ICQ, MSN/Windows Live, Yahoo!, IRC, Bonjour. Програма написана мовою Java з компонентами мовою С і розповсюджується під ліцензією LGPL.  Доступні версії для Windows, Mac OS X і різних дистрибутивів Linux. 
З сервісних функцій можна відзначити організацію телеконференцій, запис розмов, надання віддаленого доступу до робочого столу, передача файлів, повідомлення про пропущені виклики, імпорт адресної книги Google Contacts, використання фільтрів, таких як придушення луни та шуму. Організації відеоконференцій підтримується на базовому рівні. Можливо створювати багатопротокольні телеконференції, в яких можуть брати участь користувачі різних мереж (наприклад, SIP та XMPP), можна об'єднати різні дзвінки в телеконференцію. Підтримується автоматична відповідь на вхідні дзвінки для SIP та XMPP.
Робота над комунікатором почалася у 2003, перший стабільний реліз 1.0 побачив світ 3 квітня 2012.

## Виноски
1. ↑  http://download.jitsi.org/jitsi/windows/
2. ↑  http://download.jitsi.org/jitsi/macosx/
3. ↑  Архівована копія. Архів оригіналу за 5 квітня 2012. Процитовано 5 квітня 2012.{{cite web}}:  Обслуговування CS1: Сторінки з текстом «archived copy» як значення параметру title (посилання) [Архівовано 2012-04-05 у Wayback Machine.]
4. ↑  (англ.)about Jitsi [Архівовано 1 грудня 2020 у Wayback Machine.]